# Pedro Solé
Pedro Solé (ou Pere Solé i Junoy en catalan), né le 7 mai 1905 à Barcelone en Catalogne et mort le 25 février 1982, était un joueur et entraîneur de football espagnol.

## Biographie
Durant sa carrière de club qui dure de 1922 à 1942, il évolue dans quatre clubs du championnat espagnol, l'UE Sant Andreu de 1922 à 1926, l'Espanyol Barcelone entre 1926 et 1937 (club dont il prend les rênes de 1943 à 1944), le Real Murcie entre 1940 et 1941, et le CE Alcoià en 1942. Il entraîne le CE Europa entre 1955 et 1957.
Du côté international, il participe avec l'équipe d'Espagne à la coupe du monde 1934 en Italie. Il joue également avec l'équipe de Catalogne.

### Premier match en Liga
- Athletic Bilbao 9 - Español 0 (17 février 1929 à Bilbao).

### Premier match international
- Espagne 5 - Portugal 0 (17 mars 1929 à Séville).

## Palmarès
- Coupe de Catalogne : (3)
  - 1928-29, 1932-33, 1936-37

- Coupe d'Espagne : (1)
  - 1928-29